# Jornal Pequeno
Jornal Pequeno foi um jornal de grande circulação no Recife, Pernambuco, nascido no final do século XIX e de grande circulação durante a primeira metade do século XX. Fundado por Thomé Gibson, em seus últimos números era dirigido pelo jornalista Ranylson de Sá Barreto, que lhe dava uma linha editorial integralista. O periódico encerrou suas atividades após a morte de seu dirigente.

## História
Com o nome de Pequeno Jornal , teve seu primeiro número impresso em 1 de julho de 1898, utilizando as oficinas do Jornal do Recife. Permaneceu utilizando aquelas instalações até o dia 20 de julho de 1899, quando foi despejado, interrompendo sua tiragem. Em 24 de julho do mesmo ano, renasceu, em outro local (Rua Duque de Caxias, Recife), desse momento em diante com o nome mudado para Jornal Pequeno, reiniciando a contagem: Ano 1, número 1.
O editorial desse número iniciava assim:
| “ | Uma quasi resurreição Com o título de Jornal Pequeno apresentamo-nos hoje ao publico no firme proposito de continuar a missão interrompida no dia 20 ultimo do Pequeno Jornal, de honrosa e inesquecível memoria, que nesse dia foi obrigado a suspender a sua publicação. Devia ter causado, por certo, extranheza, que elle se retirasse da convivência dos seus tão amáveis quão amados e numerosos leitores, sem uma explicação do seu procedimento e sem uma palavra de gratidão. | ” |

## Pioneirismos
- Foi no Jornal Pequeno que pela primeira vez foi utilizada a palavra frevo, em 9 de fevereiro de 1907.
- Em 16 de maio de 1905 noticiou que o Sport Club do Recife fora fundado em 13 daquele mês.
- Noticiou, pela primeira vez, a criação do departamento de Futebol do Clube Náutico Capibaribe, em 12 de maio de 1909.
- Em 5 de abril de 1941 o Jornal Pequeno utilizou, pela primeira vez, a expressão Clássico dos Clássicos para definir o embate futebolístico entre Clube Náutico Capibaribe e Sport Club do Recife, clubes de grande expressão em Pernambuco[3].

## Outras atuações
- Foi em uma de suas salas, na Rua do Imperador, no Recife, que foi fundada a Associação dos Cronistas Desportivos de Pernambuco, em 1 de dezembro de 1921.[4]

## Redatores
De seu corpo de redatores fizeram parte, entre outros:
- Assis Chateaubriand
- Américo Magalhães
- Mário Melo
- Antônio de Barros Carvalho
- Luís do Nascimento
- Barbosa Lima Sobrinho
- Edwiges de Sá Pereira
- Ronildo Maia Leite
- Gilberto Osório de Andrade